# تیم ملی فوتسال اوکراین
تیم ملی فوتسال اوکراین  نماینده اوکراین در مسابقات بین‌المللی فوتسال و یکی از تیم‌های فوتسال اروپایی است. 
اوکراین در ۵ دوره جام جهانی شرکت کرده و مقام چهارمی جام جهانی فوتسال ۱۹۹۶ را در کارنامه دارد.
این تیم نایب قهرمان دو دوره مسابقات قهرمانی فوتسال اروپا در سال ٢٠٠١ و ٢٠٠٣ است.